# لوولین (پنسیلوانیا)
لوولین (به انگلیسی: Llewellyn) یک منطقهٔ مسکونی در ایالات متحده آمریکا است که در شهرستان سچویلکیلل، پنسیلوانیا واقع شده‌است.